# 长岭街道 (贵阳市)
长岭街道是中华人民共和国贵州省貴陽市观山湖区下辖的一个街道办事处。

## 行政区划
长岭街道下辖以下村级行政区划单位：
会展城社区、新景界社区、建材社区、会锦社区、会泽社区、美桐苑社区、栖景湾社区、永丰社区、上洲社区、白鹭湖社区、新阳关社区、金融城第一社区。